# Vinaròs
Vinaròs, en valencien et officiellement (Vinaroz en castillan, nom exonyme), est une commune d'Espagne de la province de Castellón dans la Communauté valencienne. Elle est le chef-lieu de la comarque du Baix Maestrat. Elle fait partie de la mancomunidad de la Taula del Sénia. Elle est située dans la zone à prédominance linguistique valencienne.

## Géographie

Localisation de Vinaròs
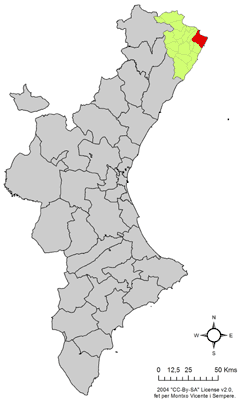
dans la Communauté valencienne.
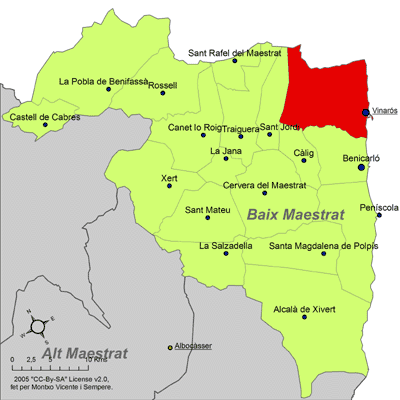
dans la comarque du Baix Maestrat.

Vinaròs se trouve sur la côte méditerranéenne (Costa del Azahar), au sud de l'embouchure de la rivière de la Sénia. Elle est la commune côtière la plus septentrionale du Pays valencien. Vinaròs est située à mi-chemin entre Valence-Castellón et Tarragone-Barcelone.
Elle est desservie par la route nationale 340 et l'autoroute AP-7, et est le terminal de la route nationale 232 qui passe par Saragosse-Alcanyís-Morella-Vinaròs. Elle dispose également d'une gare sur la ligne du Corridor Méditerranéen (Barcelone - Valence).
Son climat méditerranéen est doux l'hiver et chaud et sec l'été.

### Localités limitrophes
Le territoire de Vinaròs jouxte les localités suivantes : San Jorge, Cálig,  Benicarló (toutes  dans la province de Castellón), Alcanar et Ulldecona (toutes deux dans la province de Tarragone).

## Histoire
Les origines de la cité de Vinaròs sont incertaines. Il existait cependant un village ibérique : celui de « El Puig ».

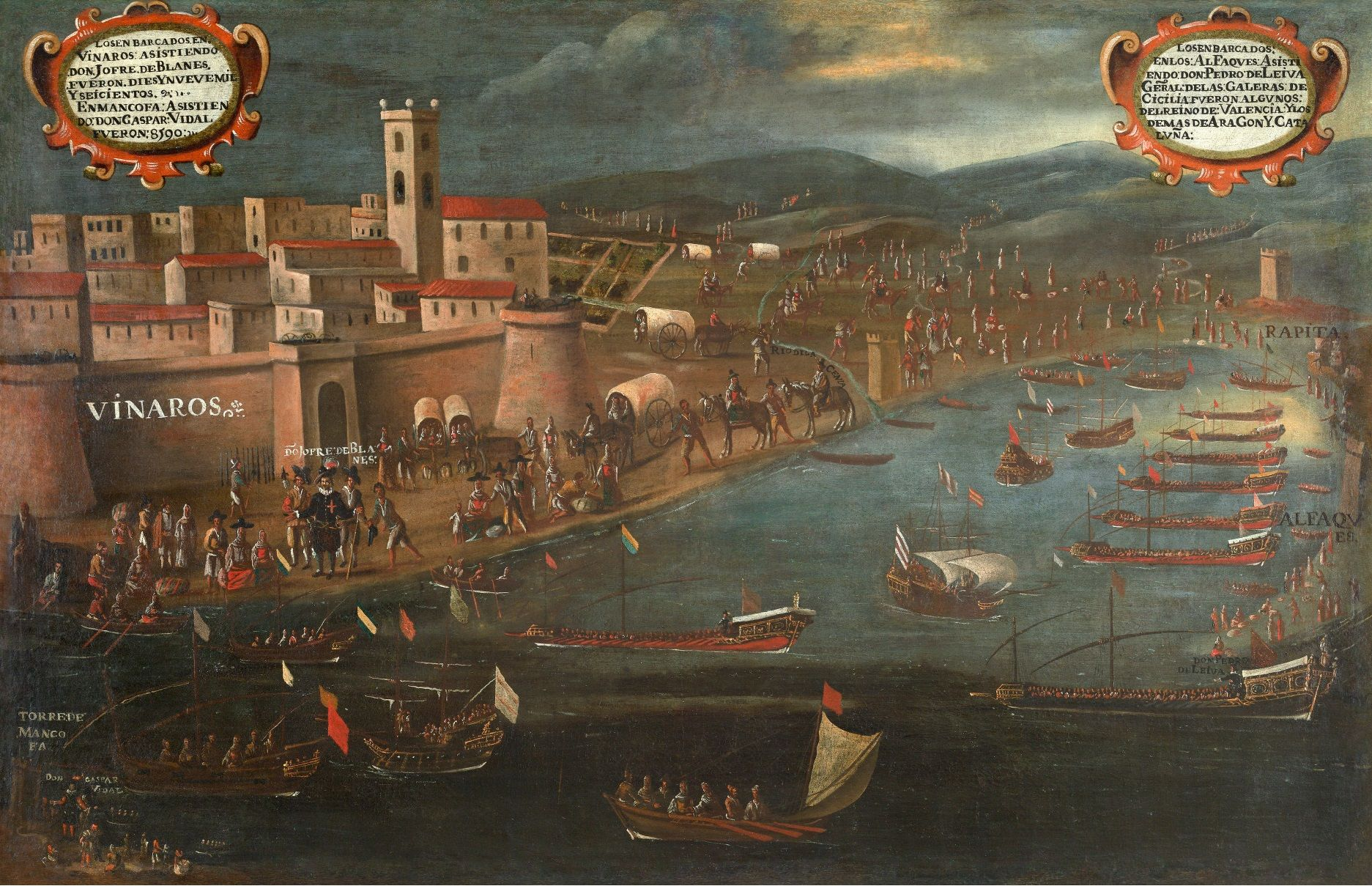
L'Expulsió al Port de Vinaros : L'expulsion des Maures par le port de Vinaròs, par Pere Oromig y Francisco Peralta, 1613

Au XIIIe siècle, on trouvait un hameau au bord de la mer, connu sous le nom de « Beni-Al-Arus ». Après la conquête de Peñíscola par le roi Jacques Ier le Conquérant, en 1233, ce hameau est mentionné dans la charte de repeuplement (Carta Puebla) du 29 septembre 1241, et reçut le nom de Bynalaroç. Il se transforma alors en un village chrétien. Au Moyen Âge, Vinaròs dépendait du château de Peñíscola, de la même façon que sa voisine Benicarló, jusqu'à ce qu'elle se rende indépendante; alors commença sa croissance qui la transforma en chef-lieu principal du nord de la Communauté Valencienne. Au XVIe siècle, elle a connu le mouvement des Germanías; de prendre le parti de la Couronne lui valut, en 1540, le titre de Ville. Elle avait un des ports les plus importants de la Méditerranée, avec de grands arsenaux, où se construisaient de grands navires. Dans ce port, s'embarquèrent les 15 000 morisques expulsés du Royaume en 1609.
Durant des siècles, Vinaròs subit les attaques des pirates mauresques; c'est pour cela que, comme sur toute la côte valencienne, on rencontre des tours de vigie, dans le but d'avertir la population en cas de danger: c'est le cas de la dénommée populairement torreta dels moros, qui est actuellement en ruine.
Au XIXe siècle, elle possédait une milice locale pour la défense de la cité et on a construit une muraille qui l'entourait. À cause de l'appui qu'elle prêta au trône durant les guerres carlistes, la reine Isabelle II, lui concéda, en 1862, le titre de Muy Noble y Leal Villa (« très noble et loyale ville »). Et en 1881 elle reçut du monarque Alphonse XII, le titre de Cité.
Pendant la guerre civile, le 15 avril 1938, les troupes de la 4e division de Navarre commandées par le général Don Camilo Alonso Vega, ami de Franco, prennent Calig et, continuant leur avance, atteignent la mer à Vinaròs puis à Benicarló, coupant par là les communications entre la Catalogne et le reste de la zone républicaine. Cette avancée est très importante pour la marine franquiste, puisque le port était resté intact. Il fut rapidement procédé à des dragages pour permettre un bon accès, et Vinaròs a été occupé en bon état.

## Démographie
| 1930  | 1940  | 1950  | 1960   | 1970   | 1981   | 1991   | 1996   | 2000   | 2007   | 2008   | 2009   | 2010   | 2021   |
| ----- | ----- | ----- | ------ | ------ | ------ | ------ | ------ | ------ | ------ | ------ | ------ | ------ | ------ |
| 8 281 | 9 235 | 9 631 | 10 968 | 13 727 | 17 564 | 19 902 | 20 940 | 22 552 | 26 977 | 27 912 | 28 273 | 28 291 | 28 862 |

## Administration
| Liste des maires |                                        |                                     |         |   |
| Période          | Identité                               | Parti                               | Qualité |   |
| 1979-1983        | Ramón Bofill Salomó                    | PSPV-PSOE                           | -       |   |
| 1983-1987        | Ramón Bofill Salomó                    | PSPV-PSOE                           | -       |   |
| 1987-1991        | Ramón Bofill Salomó                    | PSPV-PSOE                           | -       |   |
| 1991-1995        | Ramón Bofill Salomó                    | PSPV-PSOE                           | -       |   |
| 1995-1999        | Jacinto Moliner Meseguer               | PP                                  | -       |   |
| 1999-2003        | Jacinto Moliner Meseguer/ Ramón Bofill | / PP / PSPV-PSOE                    | -       |   |
| 2003-2007        | Javier Balada Ortega                   | PVI (Parti de Vinaròs Indépendant)  | -       |   |
| 2007-2011        | Jordi Romeu                            | PSPV-PSOE                           | -       |   |
| 2011-2015        | Juan Bautista Juan Roig                | PP                                  | -       |   |
| 2015-2019        | Enric Pla Vall                         | TSV (Tous et Toutes sommes Vinaròs) | -       |   |
| 2019-            | Guillem Alsina Gilabert                | PSPV-PSOE                           | -       | - |

## Économie
La culture des vignes était la principale source de richesse, mais le phylloxera les a détruites; les vignes sont remplacées par les caroubiers, les oliviers et les amandiers, et depuis quelques décennies par les orangers.

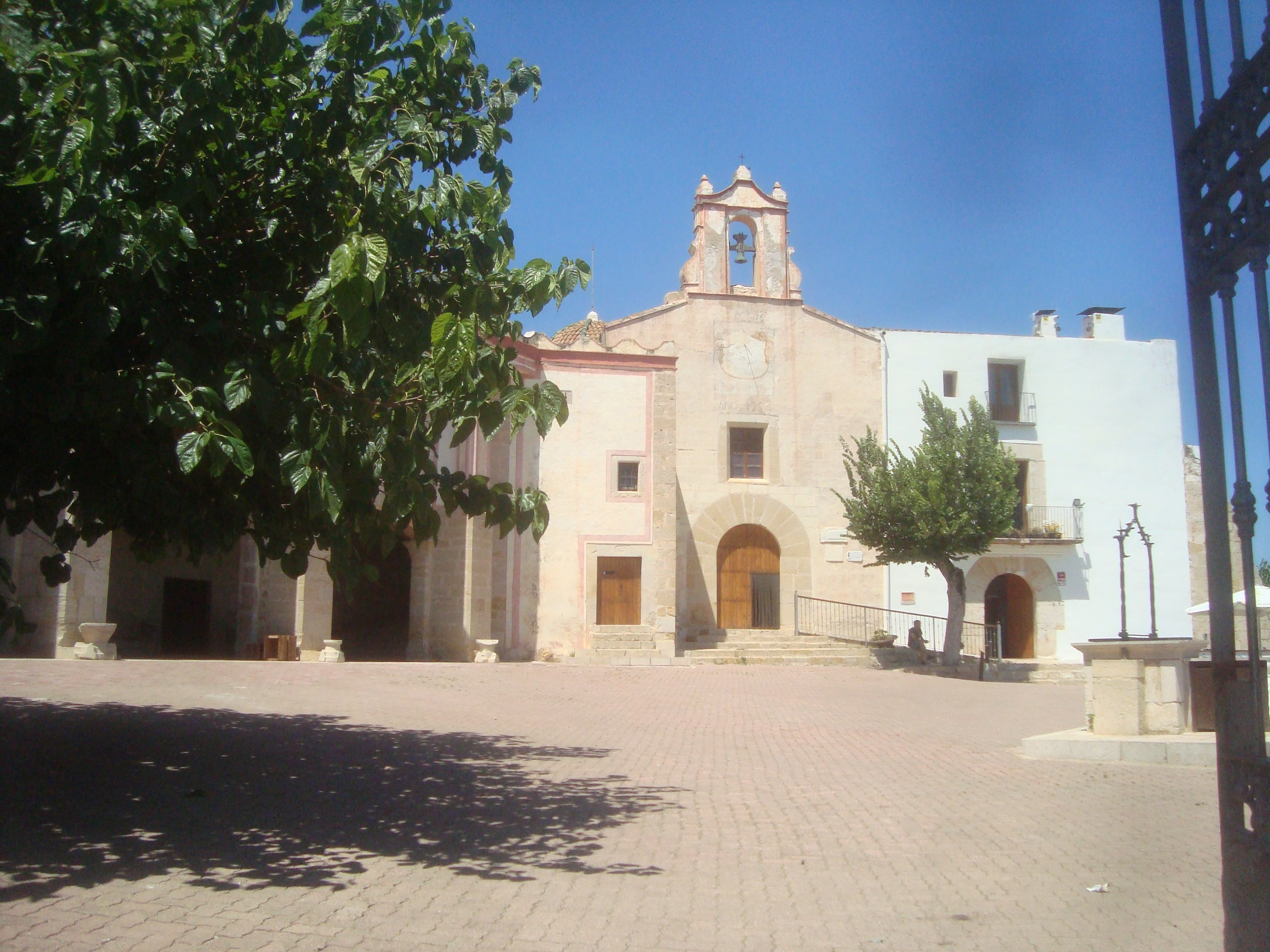
Santuario de la Virgen de la Misericordia y Ermita de San Sebastián

Le port de pêche joue un rôle important. On notera également l'industrie du meuble.

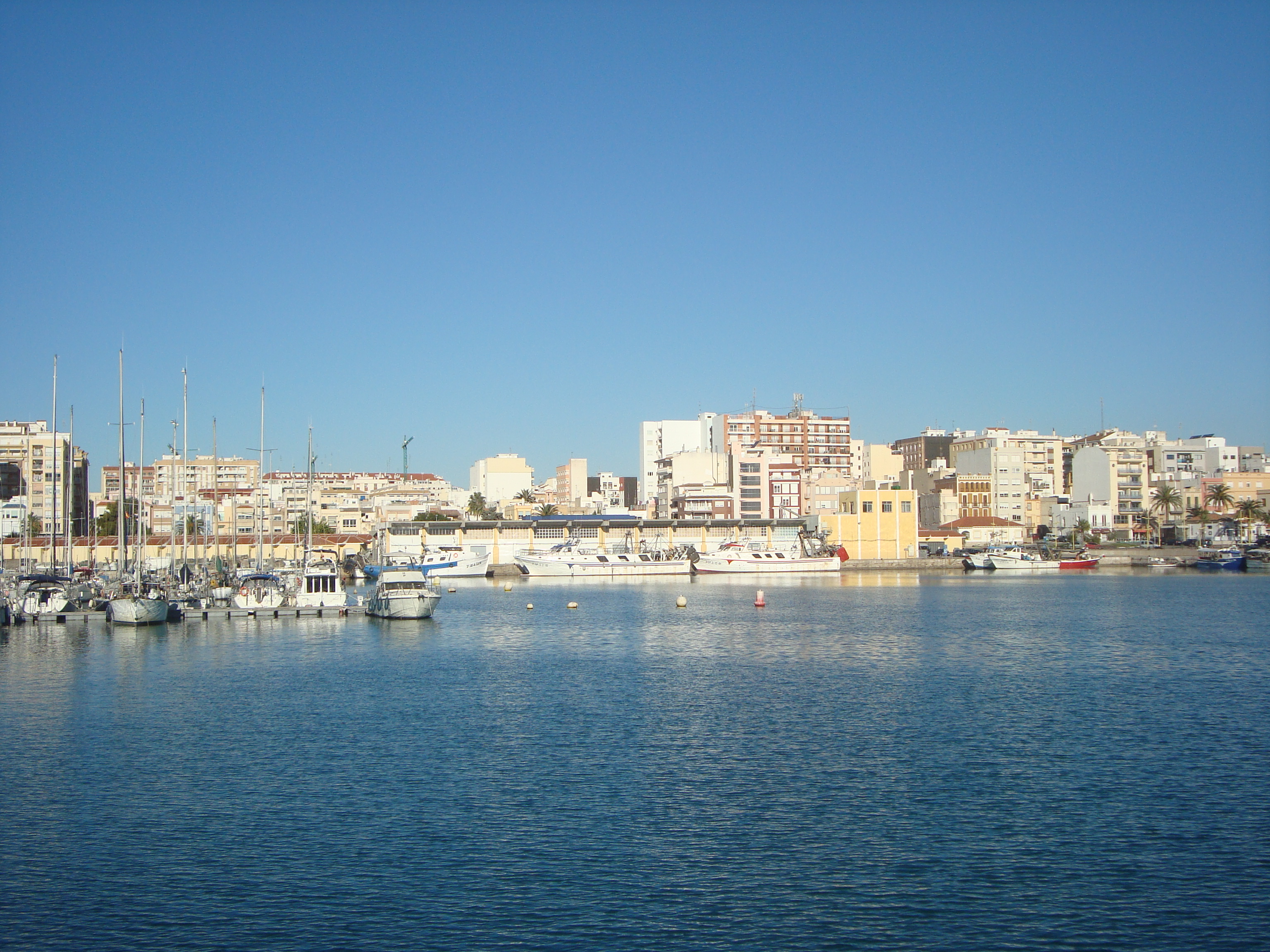
Vinaròs

Récemment, le tourisme s'est développé et est devenu un des axes de l'économie de Vinaròs.

## Services
Actuellement elle dispose d'un hôpital, d'une école de musique, de deux collèges, d'une caserne de la Guardia Civil…

## Monuments

### Monuments religieux
- VinaròsÉglises : 

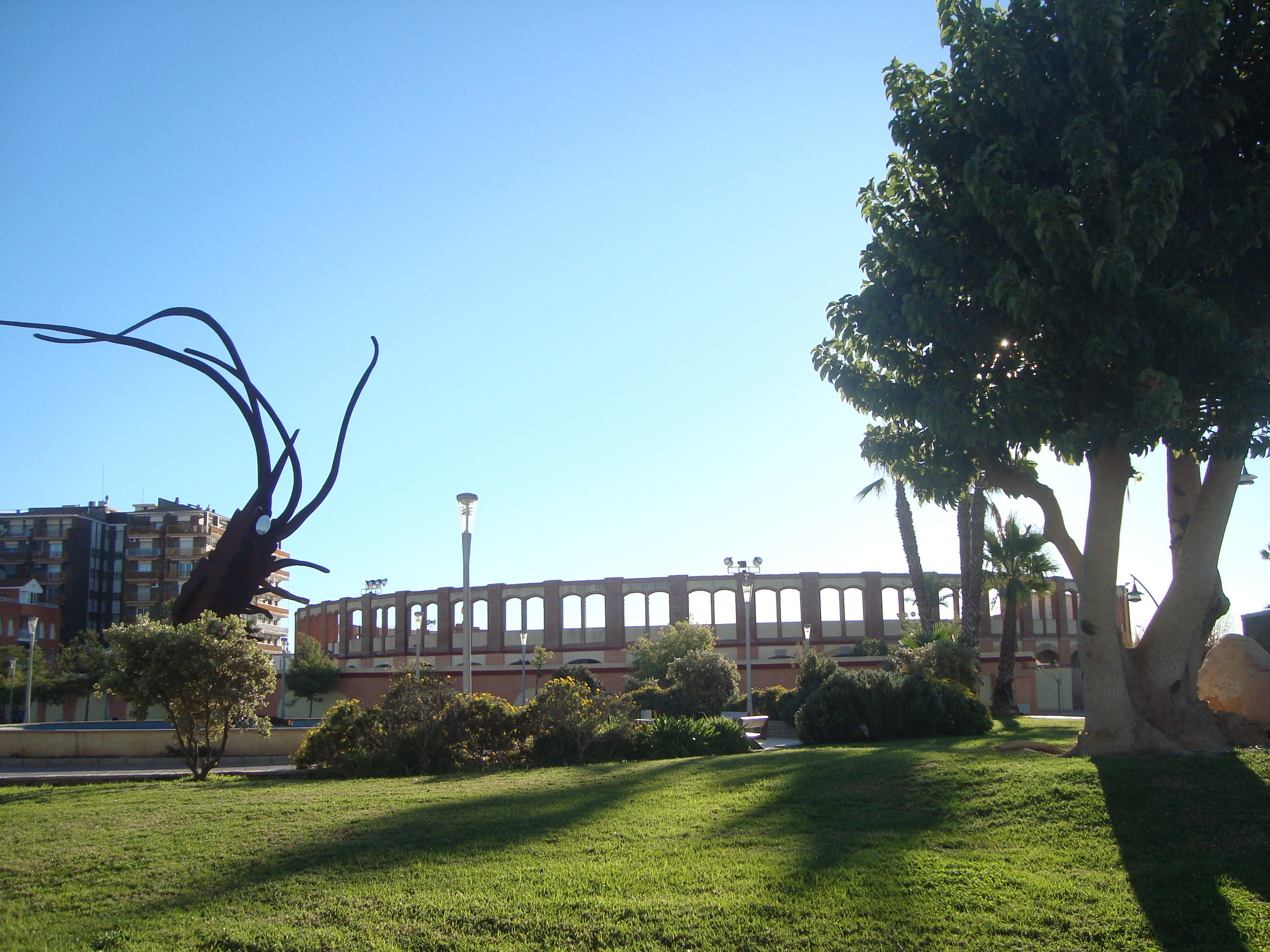
Vinaròs

  - L'église principale du village est l'église archipresbytérale de Nuestra Señora de la Asunción (l'Assomption) (dans l'évêché de Tortosa). C'est un édifice, mélange de gothique et de style renaissance. Il a été classé Monumento Histórico-Artístico en 1978. Le plan est constitué d'une nef unique avec des chapelles latérales entre les contreforts. L'église est couverte par une coupole sur tambour, couronnée par une lanterne, qui est soutenue par quatre arcs. La façade avec un beau portail baroque, (XVIe siècle) mérite à lui-seul une visite.
  - L'église de Sant Agustí, à côté du marché - comprend l'église fermée au culte et actuellement transformée en Auditorium Municipal- et la chapelle Santa Victoria, que accueille les dépendances du Musée Municipal. L'édifice date du XVIIIe siècle et est de style baroque, avec un plan en croix latine et des chapelles latérales.
  - L'église de Santa Magdalena, de construction plus récente, toute blanche.
- Chapelle : 
  - la plus remarquable, a chapelle de Sant Sebastià, patron de la cité -construction ancienne, peint tout en blanc, à côté d'une petite tour  d'où on a une ample vue tout autour-. Sous une grande croix sont les restes d'un village ibérique.
  - Il y a également la chapelle de Sant Gregori, à côté du cimetière municipal.

### Monuments civils
- Les restes du village ibérique (VIIe au Ier siècle av. J.-C.). Ils se trouvent sous une grande Croix, à proximité de l'Ermitage.
- La mairie (XVIIe siècle).
- La Maison Ángel Giner construite en 1914.
- L'édifice du Mercat Municipal (XXe siècle). Sa construction commença en 1928, sur le terrain qu'occupait un ancien couvent agustin.
- La Plaça de Bous (Arènes). C'est la place construite près de la mer.
- Le monument à Costa i Borràs.

## Sports
Arrivées du Tour d'Espagne :
- 2005 :  Max van Heeswijk

## Fêtes

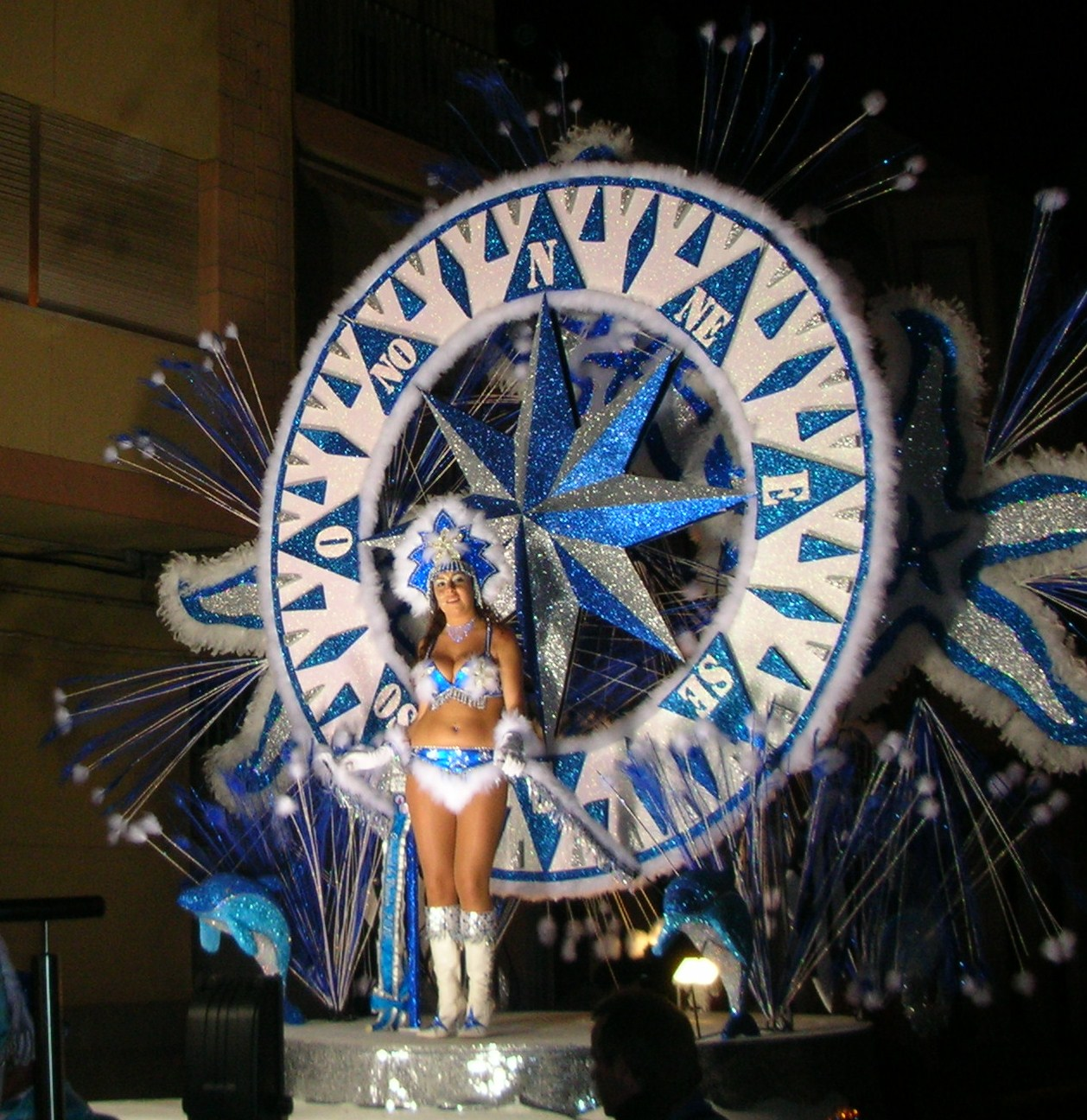
Le "Carnaval de Vinaròs" en 2010.

Vinaròs est un village très festif. Durant toute l'année s'y célèbrent quantité de fêtes:
À la Saint Antoine, pendant le "Ball de Dimonis", on fait des feux de joie sur la plage et dans le village ainsi qu'à l'ermitage. 
Sant Sebastià est l'objet d'une grande dévotion populaire et, le 20 janvier, l'ermitage se remplit de gens pour le pèlerinage annuel.
Le "Carnaval de Vinaròs", chaque année, est très renommé. Il est organisé de forme populaire par les gens de la ville et attrait beaucoup de visiteurs de la région, surtout les jours des processions. Il y a un autre jour, la Nit del Pijama ou tout le monde va en pyjama par les rues.
Pendant la Semaine Sainte se déroulent aussi des processions. En juin, viennent les fêtes et foire de Saint Jean et Saint Pierre, plus tard les fêtes del Llagostí (en réalité, tout l'été est une fête à Vinaròs).

## Personnalités
- Juan Justo Uguet Écrivain né à Vinaros en 1823, auteur de plusieurs ouvrages. Il fut le créateur de la société de secours "la protectora" (Eco de Teruel du 13 novembre 1892). Ancien maire de la ville, il dédia celle-ci à San Sebastian lors de la pandémie de choléra de 1853-1856 (Las épidemias colericas des siglo XIX en Vinaros, por Arturo OLIVER FOIX, Archivo municipal de Vinaros, 1982, p. 83). Il était grand maître de la "respetable logia Cadena de Barcelona". Il était le fils de l'ancien maire de Vinaros, Augustin UGUET FORNER. Son fils, Don José Maria UGUET MARQUES fut un grand ingénieur des forêts en Espagne. Il meurt le 2 novembre 1892 à Barcelone. Son livre, "historia de la vida hechos y astucias de Bertoldo, la de su hijo Bertoldino, y la de su nieto; obra... dividida en tres tratados, arreglada nuevamente des toscano" est toujours édité.
- Borrás Jarque. Écrivain né à Vinaròs qui a écrit la "Història de Vinaròs", considérée comme une référence.
- Louis-Joseph de Vendôme (Paris, 1654 - Vinaròs, 1712). maréchal des armées des Bourbons pendant la Guerre de Succession, est mort dans cette ville (selon ce qui se dit, d'une indigestion de crevettes et de coquillages).
- Wenceslao Ayguals de Izco (Vinaròs, 1801 - Madrid, 1875). Quoiqu'il soit reconnu fondamentalement pour son travail de romancier, il fut également un personnage fortement impliqué dans différentes actions, tant culturelles que politiques, de la cité.
- Josep Doménech Costa i Borràs (Vinaròs, 1805 - 1864)
- Leopoldo Querol (Vinaròs, 1899 - Benicasim, 1985). Pianiste et professeur du Conservatoire National de Musique.
- Agustín Agramunt Gascó (Vinaròs, 1906 - Noyers sur Cher France, 1993). Sculpteur.
- Carles Santos Ventura (Vinaròs, 1940 - ). Compositeur né à Vinaròs.
- Joan Elies Adell i Pitarch (Vinaròs, 1968 - ). Poète. Appartient au groupe des Imparables.
- José Luis Ballester (1968-), champion olympique de voile en 1996.